# لوژتس ناد ولتاووو
لوژتس ناد ولتاووو (به چکی: Lužec nad Vltavou) یک منطقهٔ مسکونی در جمهوری چک است که در ناحیه میلنیک واقع شده‌است. لوژتس ناد ولتاووو ۹٫۹۷ کیلومتر مربع مساحت و ۱٬۳۷۴ نفر جمعیت دارد و ۱۶۴ متر بالاتر از سطح دریا واقع شده‌است.